# Aviso

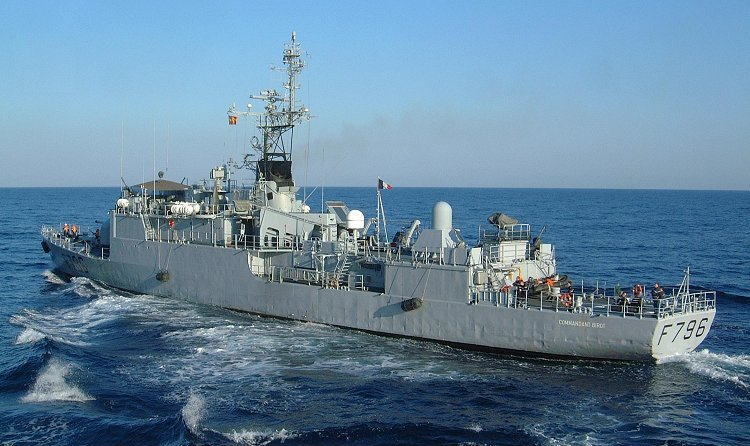
Aviso francês Commandant Birot da classe D'Estienne d'Orves.

Um aviso - abreviação de barco de aviso - é um tipo de navio de guerra com diversas caraterísticas e funções, que variaram ao longo do tempo e conforme o operador.
Originalmente, designava-se, por "aviso", um navio pequeno e rápido, que servia de ligação para o comando de uma esquadra naval, sendo utilizado na transmissão de avisos e de outras mensagens, entre os diversos navios e, entre estes e terra. Paralelamente, pela sua rapidez e agilidade, os avisos também realizavam operações de reconhecimento e exploração em proveito da esquadra. Normalmente, desempenhavam a função de aviso, navios do tipo brigue, escuna e cúter.
Com a desaparição da marinha à vela, na segunda metade do século XIX, a função de aviso continuou a ser desempenhada por embarcações de pequeno e médio porte, propulsadas a vapor, como torpedeiros, canhoneiras e cruzadores ligeiros. Na primeira metade do século XX, o termo "aviso" já era usado, pelas marinhas de vários países para designar diversos tipos de navios como canhoneiras para serviço colonial, navios ligeiros de escolta oceânica, navios hidrográficos, condutores de torpedeiros, draga-minas e outros.
Na década de 1990, o termo "aviso" ainda era usado pela Marine nationale francesa para designar os seus navios do tipo fragata, concebidos especialmente para operação a partir de bases ultramarinas. O termo mantém-se em uso pela Marinha do Brasil e por algumas outras marinhas da América Latina para designar alguns dos seus navios auxiliares, normalmente vocacionados para trabalhos hidrográficos.

## História

### Séculos XVIII e XIX

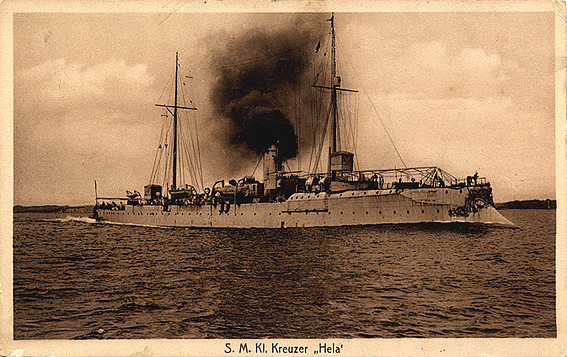
Aviso alemão SMS Hela, 1895.

No século XVIII, o termo "aviso" era aplicado pela Marinha da França para designar as embarcações ligeiras empregues na transmissão de mensagens. Estes navios - muitos dos quais resultaram da transformação de anteriores embarcações mercantes - eram também utilizados na exploração em proveito das esquadras navais e na escolta à navegação mercante. O termo continuou a ser aplicado no século XIX para designar embarcações com missões semelhantes. 
Em meados do século XIX, a Marine nationale dispunha de diversas embarcações classificadas como "avisos". Regra geral, eram navios a vapor, de propulsão por rodas ou por hélice, armados com artilharia de pequeno calibre, com um deslocamento médio de cerca de 500 t, que eram empregues em funções diversas, onde se incluía a de patrulhamento e, cada vez mais, as de presença naval e de apoio às operações militares coloniais, sobretudo as de ocupação de território e de supressão de rebeliões indígenas contra o domínio francês. No final do século XIX, os Franceses desenvolveram avisos armados com torpedos, que foram classificados como "avisos-torpedeiros" - mais tarde, parte deles passariam a ser classificados como "contratorpedeiros".
A Kaiserlische Marine alemã usava também o termo "aviso" para classificar as suas embarcações com caraterísticas e funções semelhantes às dos avisos franceses. No final do século XIX, alguns avisos da Kaiserlische Marine tinham já caraterísticas de pequenos cruzadores não protegidos, com cerca de 1000 toneladas de deslocamento. O último aviso alemão, lançado em 1895, foi o SMS Hela de 2000 t, armado com peças de tiro rápido de 88 milímetros, tubos lança-torpedos e coberta blindada, o que lhe dava as caraterísticas de um autêntico cruzador protegido. Em 1899 o Hela e os restantes avisos alemães foram reclassificados como "Kleine Kreuzer (pequeno cruzador)".

### Século XX

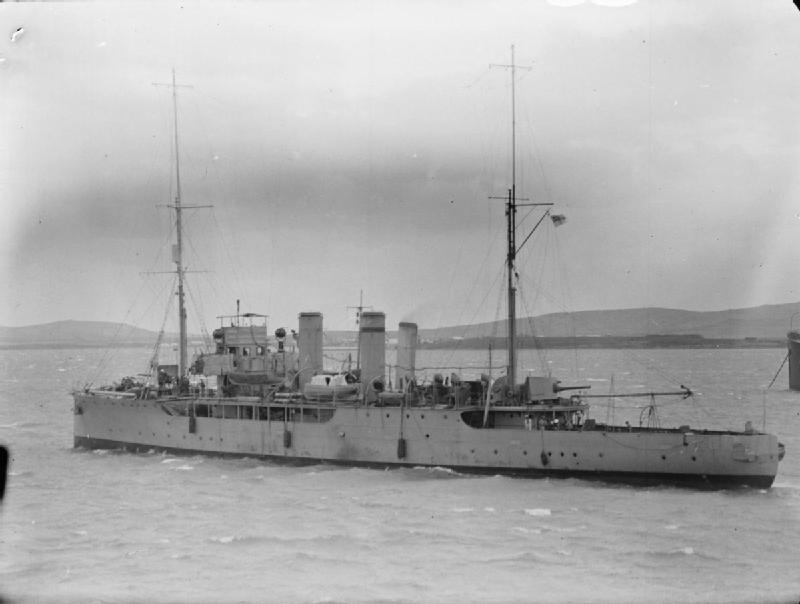
Sloop britânica HMS Azalea da classe Flower, 1915.

Durante a Primeira Guerra Mundial, a Royal Navy britânica desenvolveu uma série de avisos a que chamou "sloops" (literalmente: "chalupas"). O termo "sloop" tinha sido usado pela Royal Navy, no século XVIII, como classificação genérica de todos os seus navios de guerra de um ou dois mastros, menores que as fragatas. As sloops da Primeira Guerra Mundial eram pequenos navios de guerra não concebidos para operar com a esquadra, mas sim para tarefas de escolta de comboios de navios mercantes (como as da classe Flower) e para a dragagem de minas (como as da classe Hunt). Alguns dos navios da classe Flower foram utilizados pela Marine nationale que os classificou como "avisos". Navios desta classe, também foram usados, depois da guerra, pela Marinha Portuguesa, sendo, inicialmente, classificados como "cruzadores" e, depois, como "avisos". 
No período entreguerras, os Britânicos continuaram a construir sloops que - além de servirem para as missões de escolta a navios mercantes em caso de guerra - se destinavam a ser empregues em missões hidrográficas, no serviço colonial e na chamada "diplomacia das canhoneiras". Nestas últimas missões, as sloops eram uma versão moderna do antigo conceito de canhoneira colonial. Neste período, foram construídas as classes Grimsby e Kingfisher. Como não se destinavam a acompanhar a esquadra, estes navios atingiam velocidades inferiores aos 20 nós.
Conceitos de navios semelhantes ao das sloops britânicas foram desenvolvido pela Marinha Portuguesa e pela Marine nationale na década de 1930, especificamente para o serviço colonial. Estes navios foram classificados como "avisos coloniais" - designação usada tanto pelos Portugueses como pelos Franceses - destinando-se a realizar missões de patrulhamento de longo alcance e de soberania nos territórios ultramarinos. Portugal utilizou as classes de avisos coloniais Carvalho Araújo, Afonso de Albuquerque, Gonçalo Velho e Pedro Nunes e a França utilizou a classe Bougainville.

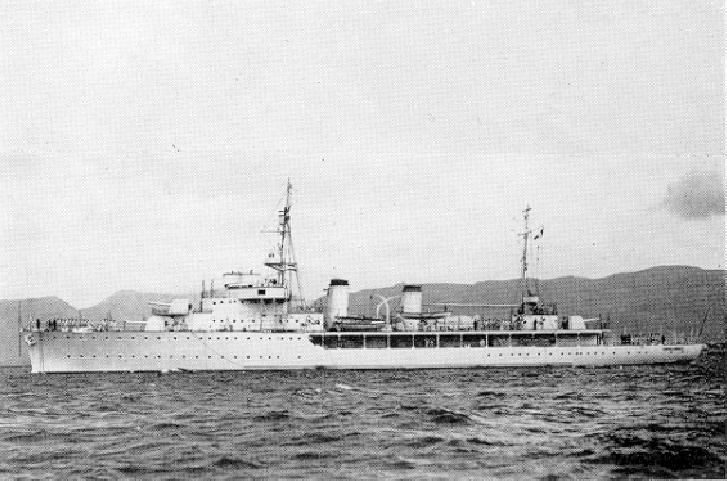
Aviso colonial francês da classe Bouganville, 1932.

Os avisos coloniais franceses e portugueses eram navios com um deslocamento situado entre as 1200 t e as 2600 t, com uma grande autonomia, armados com peças de 120 mm ou de 138 mm, peças antiaéreas de 40 mm ou de 38 mm e cargas de profundidade. Estavam especialmente adaptados à operação em ambientes tropicais e dispunham de alojamentos para transportarem forças de desembarque. Os navios das classes Afonso de Albuquerque e Bougainville dispunham ainda de um hidroavião embarcado. As suas capacidades permitiam-lhes operar isolados, realizar longos cruzeiros de patrulha no ultramar e desenvolver operações anfíbias. O seu reduzido calado permitia-lhes penetrar nos rios africanos e asiáticos. Como não se destinavam a operar com a esquadra, a sua velocidade era reduzida, não atingindo mais de 21 nós.
Durante a Segunda Guerra Mundial, os Britânicos lançaram as sloops da classe Black Swan, concebidas - tais como as Flower da Primeira Guerra Mundial - para a escolta de comboios. No entanto, os elevados padrões de construção e os armamentos sofisticados deste tipo de navios tornava-os demasiado caros e complexos para poderem ser construídos em massa. Foram assim, desenvolvidos conceitos de navios de escolta mais simples que pudessem ser construídos em grandes quantidades. Surgiu assim um conceito de navios conhecido como "corveta" (a primeira classe das quais também chamada "Flower") ao qual se seguiu posteriormente o conceito de "fragata". 

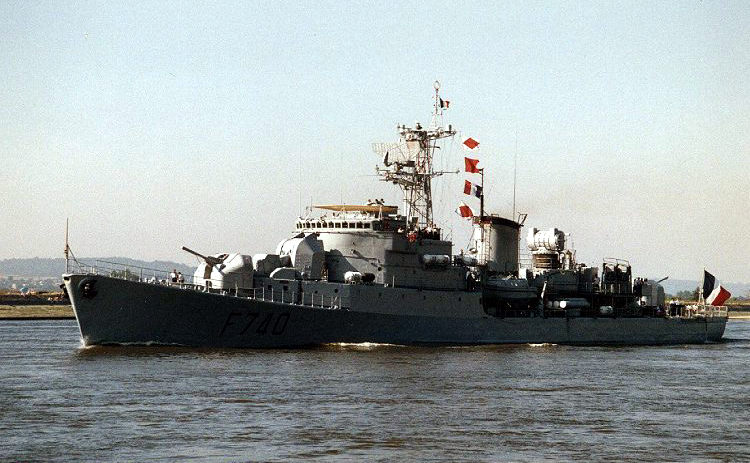
Aviso-escoltador francês Commandant Bourdais da classe Commandant Rivière, 1963.

Depois da Segunda Guerra Mundial, a Royal Navy reclassificou toda as suas sloops ainda em serviço - e também todas as suas corvetas - como "fragatas". A Marinha Portuguesa também equiparou os seus avisos coloniais a fragatas. Os últimos avisos portugueses em serviço foram transformados em navios hidrográficos no início da década de 1960.
Já os Franceses mantiverem o uso do termo "aviso" para designar os seus escoltas oceânicos que se destinavam a operar baseados no ultramar. Na Marine nationale, a classificação "aviso colonial" foi substituída pela de "aviso-escoltador", a partir da década de 1950. A França desenvolveu os avisos-escoltadores da classe Commandant Rivière lançados em 1962 e os da classe D'Estienne d'Orves lançados em 1976. Na década de 1990, os avisos-escoltadores franceses ainda ao serviço foram reclassificados como fragatas.

## Avisos na Marinha Portuguesa

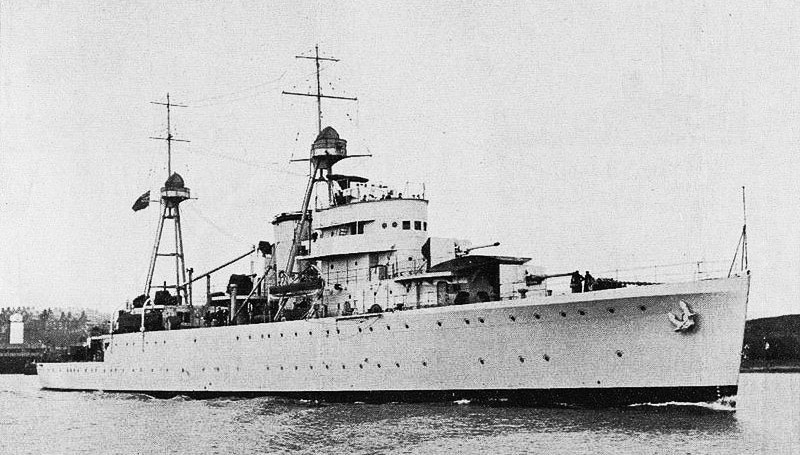
Aviso de 1ª classe NRP Afonso de Albuquerque, 1932.

O primeiro navio da Marinha Portuguesa a ser classificado como "aviso" foi o NRP Cinco de Outubro em 1912. O Cinco de Outubro era o antigo iate Amélia, utilizado pelo rei D. Carlos I nas suas campanhas de investigação oceanográfica. Como aviso, continuou a desempenhar missões desse tipo.
O programa naval português da década de 1930 prevê a construção de uma série de navios de guerra especialmente concebidos para a atuação no Império Colonial Português que são classificados como "avisos coloniais". Os avisos coloniais correspondem a um conceito semelhante ao das canhoneiras da transição do século XIX para o XX, mas mais avançados e com muito mais capacidades. No entanto, o plano de 1930 ainda prevê canhoneiras que seriam de deslocamento inferior ao dos avisos. Os novos avisos são lançados a partir de 1932. São construídos avisos de 1ª classe (classe Afonso de Albuquerque de 2400 t) e avisos de 2ª classe (classe Pedro Nunes de 1200 t e classe Gonçalo Velho de 1700 t). Também foram reclassificados como avisos de 2ª classe os cruzadores já em serviço da classe Carvalho Araújo (originalmente sloops britânicas da classe Flower).
Os avisos da classe Afonso de Albuquerque, lançados em 1935, acabaram por se tornar nos maiores navios combatentes, construídos ao abrigo do programa naval de 1930. Estes navios dispunham de um deslocamento de 2420 t e velocidade de 21 nós. Estavam armados com quatro peças de 120 mm, dois lançadores de cargas de profundidade, quatro peças antiaéreas de 77 mm, quatro metralhadoras antiaéreas de 40 mm e um hidroavião embarcado.

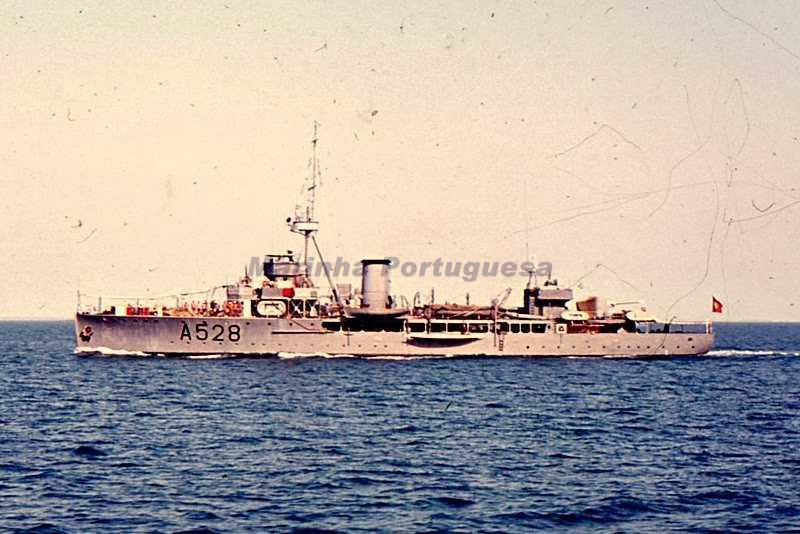
Antigo aviso de 2ª classe NRP Pedro Nunes, servindo já como navio hidrográfico, década de 1960.

A seguir à Segunda Guerra Mundial, os avisos coloniais portugueses foram equiparados a fragatas, passando a ostentar um número de amura com o prefixo "F". No entanto, individualmente, cada navio, continuava a ser referido como "aviso". Nas décadas de 1940 e de 1950, os avisos foram consideravelmente modernizados, nomeadamente com a instalação de sensores e armamentos mais avançados para a luta anti-submarina. Na década de 1960, os avisos ainda em serviço foram transformados em navios hidrográficos. A 19 de dezembro de 1961, durante a Invasão de Goa, o aviso NRP Afonso de Albuquerque tornou-se no último navio de guerra português da história a ser destruído em combate. Já classificado como navio hidrográfico, mas ainda mantendo alguma da sua artilharia, o antigo aviso NRP Pedro Nunes participou em diversas ações de apoio de fogo e em outras operações de combate na costa da Guiné Portuguesa, durante a Guerra do Ultramar, só sendo abatido ao serviço em 1976.
No final da década de 1960, a Marinha Portuguesa introduziu ao serviço as fragatas da classe Comandante João Belo e as corvetas da classe João Coutinho. Estes novos navios destinavam-se à operação no Ultramar Português e correspondiam à modernização do antigo conceito de aviso colonial. A designação "aviso" já não foi contudo reavivada - apesar da classe João Belo ter origem na classe Commandant Rivière, cujos navios eram classificados como avisos pelos Franceses - sendo, os antigos avisos de 1ª classe, substituídos pelas novas fragatas e, os de 2ª classe, pelas novas corvetas. Na década de 1970 ainda foram lançadas as corvetas da classe Baptista de Andrade, também para serviço ultramarino.